# Kultura lubelsko-wołyńska

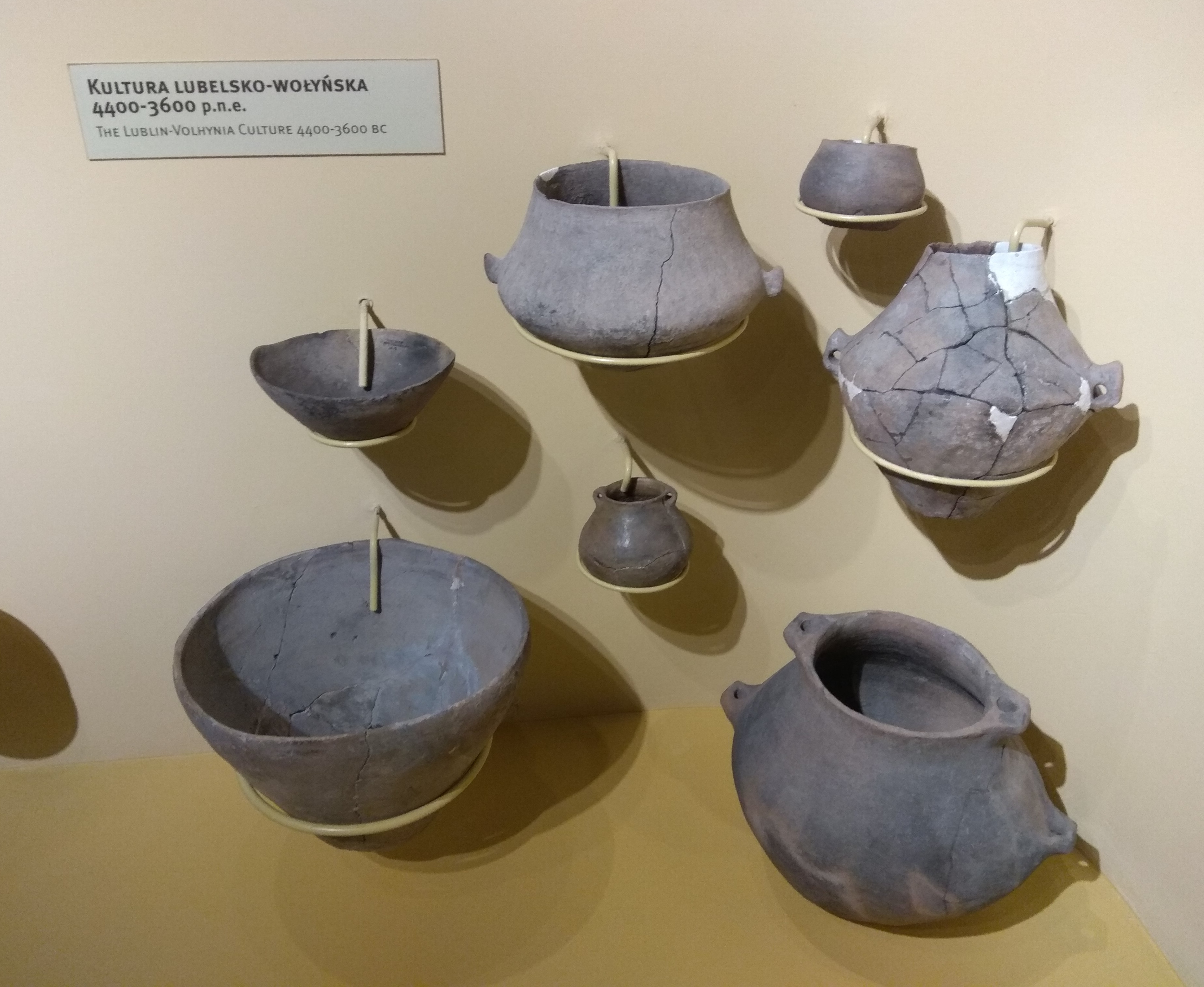
Ceramika kultury lubelsko-wołyńskiej na wystawie stałej w Muzeum Narodowym w Lublinie

Nazwa kultura lubelsko-wołyńska pojawiła się w literaturze na początku lat 70. XX wieku. Przed wydzieleniem tejże kultury funkcjonowały inne nazwy odnoszące się do grupy kultury wstęgowej ceramiki malowanej, i tak funkcjonowały nazwy (zazwyczaj odnoszące się do wyróżniającej ją ceramiki): grupa ceramiki białomalowanej, grupa lubelsko-wołyńska, grupa złocka ceramiki białomalowanej i inne. Kultura lubelsko–wołyńska należy do najsłabiej poznanych kultur neolitycznych na ziemiach Polski.

## Chronologia, geneza i zanik
Zabytki kultury datuje się na pierwszą połowę trzeciego tysiąclecia p.n.e. Przyjmuje się, że jest ona najdalej wysuniętą na północ kulturą kręgu polgarskiego. Przed pojawieniem się zespołów omawianej jednostki na obszarze lessów występowały zespoły młodszych faz kultury pucharów lejkowatych. Zabytki związane z kulturą lubelsko-wołyńską zanikają na rzecz zabytków kultury amfor kulistych ok. roku 2500 p.n.e.

## Obszar występowania i kontekst kulturowy
Zabytki kultury występują na Lubelszczyźnie i na Ukrainie w zasięgu lessów i ich bezpośrednim sąsiedztwie. Obszar ten rozciąga się od Horynia na wschodzie, dorzecza Nidzicy na zachodzie, środkowego dorzecza Bugu na północy po rejon Iwano-Frankiwska na południu. Najlepiej poznanymi stanowiskami ze śladami kultury lubelsko-wołyńskiej są: Bronocice, Chodlik (pow. puławski), Jaszczów (pow. lubelski), Kamień (pow. opolski), Nowy Dwór (pow. hrubieszowski, ob. na terenie Ukrainy), Siennica Różana (pow. krasnostawski), Stepankowice (pow. hrubieszowski), Strzyżów (pow. hrubieszowski), Zawisznia (pow. hrubieszowski), Złota (pow. sandomierski) oraz na Wołyniu: Archutów, Kołokolin, Łuck, Siedmiorki i Walentynów.

## Typowe wytwory kulturowe
Podstawową cechą, na podstawie której wyodrębniono kulturę lubelsko-wołyńską, jest charakterystyczna ceramika. Są to amfory gruszkowate z dwoma małymi imadłami przy krawędzi wylewu, naczynia w kształcie donicy z krawędziami lekko zagiętymi do wewnątrz i czasami uformowanymi w cztery niewysokie rogi oraz czarki kuliste z wyraźnie wyodrębnioną szyją i spłaszczonym dnem. Wykończenie powierzchni jest różne, często powierzchnia jest dobrze wygładzona, ale zdarza się celowe chropowacenie przy użyciu miotełki. Podstawowym ornamentem są nakładane białą masą wzory geometryczne składające się z wydłużonych trójkątów, prostokątów i wąskich pasków. Ponadto często pojawiają się zdobienia z nakłuć, rowków, guzów, dołków palcowych. Krawędzie są niekiedy faliste. Znane są też przykłady figurek glinianych przedstawiających sylwetki kobiet.
Materiał krzemienny jest nieliczny. Używano krzemienia jurajskiego i wołyńskiego, w niewielkiej ilości narzutowego i czekoladowego. W osadach nie ma znalezisk potwierdzających wykonywanie narzędzi wewnątrz osad. Wśród narzędzi przeważają wiórowce i wióry częściowo łuskane, odłupki łuskane, drapacze wiórowe. Są też znaleziska rogowych motyk. Ozdoby wykonane są z różnych muszelek, znane są też miedziane pierścionki. W osadach znajdowano również przęśliki.

## Osadnictwo
Osadnictwo tejże skupia się na lessach, w bezpośrednim sąsiedztwie rzek i strumieni. Występowanie śladów osadniczych ma charakter „wyspowy”. Najbardziej zwarte zespoły osadnicze występują w dorzeczu Bugu i na skraju Wyżyny Wołyńskiej. Osady miały średnicę rzędu 100–200 m. Otaczano je rowami o trójkątnym lub trapezowatym przekroju oraz palisadą, które to umocnienia miały prawdopodobnie służyć ochronie bydła. Wewnątrz osad znajdowały się niewielkie jamy, zazwyczaj owalne, niekiedy z paleniskiem w środku. Jamy miały zazwyczaj ponad metr średnicy i nie więcej niż metr głębokości. Brakuje jednak śladów naziemnych konstrukcji mieszkalnych.

## Obrządek pogrzebowy i wierzenia
Pochówki są szkieletowe, wewnątrz osady. Charakterystyczne jest umieszczanie w grobach amfor gruszkowatych. Niekiedy wewnątrz amfor znajdują się również dwie czarki kuliste. Oprócz tego występują tu narzędzia, broń (grociki). Pochówki mają ślady polepy i drewnianych wzmocnień. Powszechne są pochówki dzieci, zarówno odrębne, jak i wspólne z dorosłymi. Znany jest też pochówek zwierzęcy. Czasami zmarłych chowano w pozycji siedzącej.

## Społeczeństwo i gospodarka
Na bazie znalezisk i rozmieszczenia osad podstawą zajęć ludności wydaje się być rolnictwo polegające na uprawie ziemi aż do jej wyjałowienia. Wtedy przenoszono się na inne tereny. Świadczy o tym krótki okres zasiedlenia osad. Zajmowano się również hodowlą zwierząt, głównie bydła oraz świń i małych przeżuwaczy. Ponadto do zajęć należało rzemiosło skupiające się przede wszystkim na garncarstwie i tkactwie.